# Champbons
Champbons è una frazione del comune di Exilles, nella città metropolitana di Torino, a circa 890 m s.l.m.

## Storia
La borgata del Champbons, così come quella del Deveys, venne incendiata dai piemontesi nel 1593, durante le guerre tra François de Bonne de Lesdiguières e Carlo Emanuele I di Savoia. 
Il villaggio fu poi spazzato via dalla Dora Riparia durante l'alluvione del 20 maggio 1728, come riportato in una relazione stesa dal castellano di Oulx Claude Gyord; in tale occasione andò distrutta, oltre a case e opifici, anche una cappella intitolata a santa Chiara; un'altra inondazione ha causato danni nel 1957. A Champbons Maggiore era presente una fucina che, ricostruita dopo la prima inondazione, durante tutto l'Ottocento produsse chiodi e bulloni per la realizzazione della vicina ferrovia del Frejus, per poi essere nuovamente distrutta dall'alluvione novecentesca.

## Descrizione
È divisa in due piccoli borghi: Champbons Inferiore o Minore, in sponda sinistra della Dora Riparia, e Champbons Superiore o Maggiore, in quella destra; il primo è costruito lungo la strada, il secondo è allargato sulla conoide dei due rii Neimar e du Chenal.
Nel Champbons Maggiore c'è una piccola cappella, attestata almeno dal 1840, dedicata a san Pietro in Vincoli, e i ruderi della fucina; nel Champbons Minore si trova il vecchio forno comunale. In entrambe le borgate è inoltre presente una fontana datata 1892.